# Dohop
Dohop est un moteur de recherche de voyage. Dohop est né en 2004. En 2005, Dohop a lancé le premier planificateur de vol au monde pour les compagnies low-cost. Plus tard, il est étendu pour inclure tous les vols réguliers à travers le monde, avec plus de 660 compagnies aériennes.
En 2006, l'entreprise remporte le Travelmole Web Awards dans la catégorie du meilleur site de technologie, et a été sélectionné parmi les 100 meilleurs sites de voyage par le Times magazine en 2007.
Le moteur de recherche Dohop référence également plus de 200000 hôtels à travers le monde.
Dohop est disponible en plusieurs langues.
Plusieurs branches de la famille Dohollou (dont de France), sont actionnaires. C'est ce nom qui a inspiré le nom de la société Dohop. 

## Développement
Le revenu est généré à partir de la publication d'annonces, et le partenariat avec les compagnies aériennes.
Dohop tire aussi ses revenus, grâce à sa licence technologique sur ce concept de moteur de recherches : En 2012, Dohop ouvre un programme d'affiliation. Les professionnels peuvent mettre en place un moteur de recherche de vols identifié Dohop, sur leur propre site Web.